# Мариотти, Коринно
Коринно Мариотти (итал. Corinno Mariotti; 14 сентября 1827, Парма — 3 августа 1876, Турин) — итальянский композитор и музыкальный критик.
В своём родном городе изучал композицию под руководством Джузеппе Алинови, но после антиавстрийского восстания 1848 года вынужден был эмигрировать в Турин, где продолжил занятия под руководством Марко Марчеллиано Марчелло.
Опубликовал несколько сборников обработок итальянских народных песен для голоса и фортепиано, которые активно использовал в своей преподавательской работе в различных учебных заведениях Турина (при обучении как вокалу, так и фортепиано). Написал также несколько комических опер, из которых наиболее успешны были «Битва мышей и лягушек» (итал. La batracomiomachia; 1875) и «Гусыня» (итал. L'oca; 1876), и отдельные фортепианные пьесы, преимущественно танцевальные — среди них, например, вальс «Пьемонтские рабочие в Лондоне» (итал. Gli operai piemontesi a Londra).
Наибольшую известность приобрёл как музыкальный критик, сотрудничавший в туринских и миланских изданиях — как музыкальных, так и общего профиля. Выступал под псевдонимом Карл Великий (итал. Carlo Magno), нередко сокращаемым до инициалов C. M., совпадающих с его собственными. С 1869 года издавал и редактировал основанный Франческо Регли посвящённый искусству и культуре журнал Il Pirata, который, по сообщению «Миланской музыкальной газеты», отсудил у бывшей любовницы Регли, венецианской певицы Элизы Карнио.